# Ana Paula Valadão

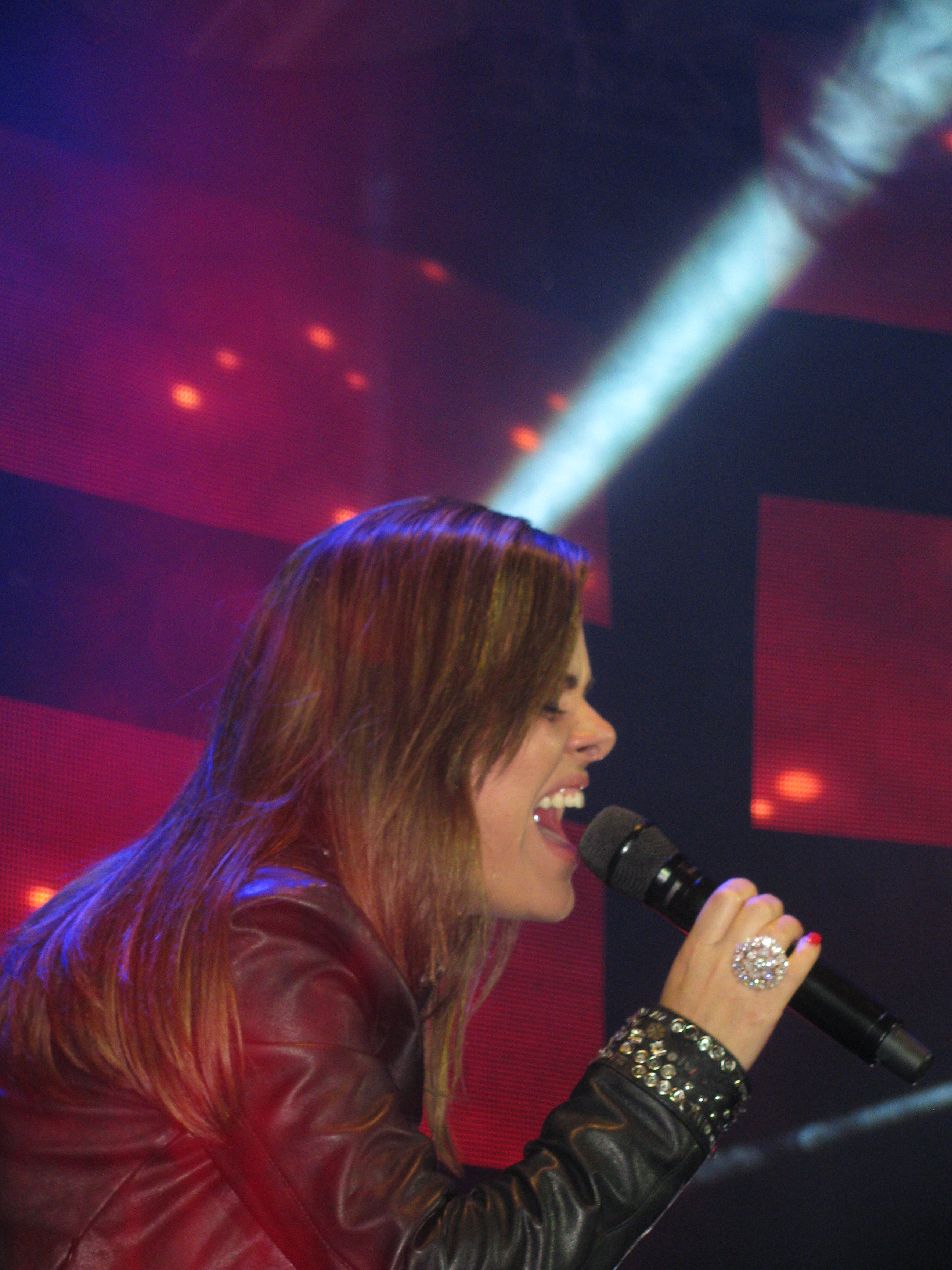
Ana Paula Valadão

Ana Paula Machado Valadão Bessa (* 16. Mai 1976 in Belo Horizonte, Minas Gerais, Brasilien) ist eine brasilianische Sängerin und Songschreiberin.

## Diskografie

### Soloalben
- As Fontes do Amor (2009)
- Ana Paula Valadão Live In Finland (2010)

### Alben mit Diante do Trono

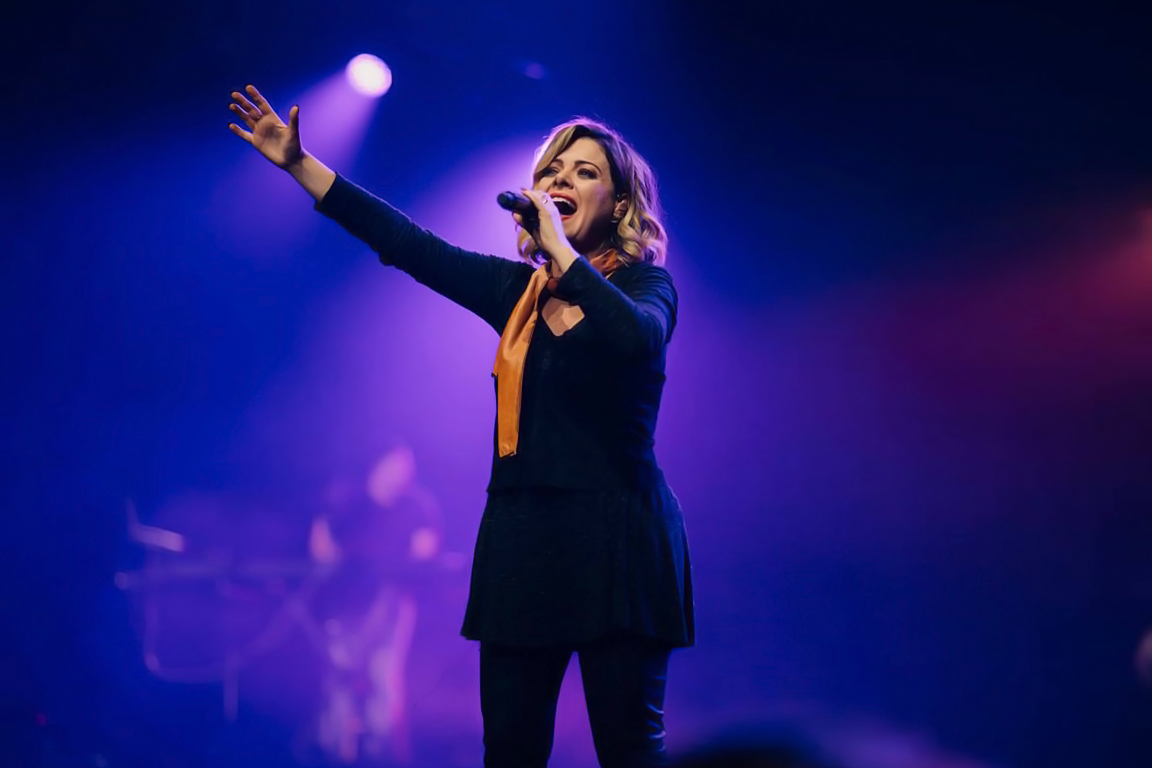
Valadão 2017 CFNI

- Exaltado (2000)
- Águas Purificadoras (2000)
- Preciso de Ti (2001)
- Nos Braços do Pai (2002)
- Quero Me Apaixonar (2003)
- Esperança (2004)
- Ainda Existe Uma Cruz (2005)
- Por Amor de Ti, Oh Brasil (2006)
- Príncipe da Paz (2007)
- A Canção do Amor (2008)
- Tua Visão (2009)
- Aleluia (2010)
- Sol da Justiça (2011)
- Creio (2012)
- Tu Reinas (2014)
- Tetelestai (2015)
- Deserto de Revelação (2017)
- Outra Vez (2019)

### Alben mit Crianças Diante do Trono
- Crianças Diante do Trono (2002)
- Amigo de Deus (2003)
- Quem é Jesus? (2004)
- Vamos Compartilhar (2005)
- Arca de Noé (2006)
- Samuel, O Menino Que Ouviu Deus (2007)
- Para Adorar ao Senhor (2008)
- Amigos do Perdão (2010)
- Davi (2012)
- Renovo Kids (2015)
- DT Babies (2016)